# Jos Jacobs
Jos Jacobs (Vosselaar, 28 januari 1953) is een Belgisch voormalig wielrenner. Hij was beroepsrenner van 1973 tot 1985.

## Belangrijkste overwinningen
- 1975: De Schaal Sels.
- 1977: Grote Prijs Pino Cerami.
- 1978: Nationale Sluitingsprijs in Putte-Kapellen.
- 1979: 1 rit in de ronde van Frankrijk,twee ritten in de Ronde van Zwitserland en één rit in de Ronde van Andalusië.De Schaal Sels.
- 1980:  Belgisch kampioenschap wielrennen voor elite in Koekelare.
- 1981: één rit in de Driedaagse van De Panne; Kuurne-Brussel-Kuurne; Rund um den Henninger-Turm.
- 1982: GP Le Samyn.
- 1983: één rit in de Ronde van Andalusië; GP Dr. Eugeen Roggeman
- 1984: Flèche Hesbignonne-Cras Avernas

In totaal won Jos Jacobs 60 wedstrijden bij de beroepsrenners.

## Resultaten in voornaamste wedstrijden
| Jaar | Ronde van Italië | Ronde van Frankrijk | Ronde van Spanje |
| ---- | ---------------- | ------------------- | ---------------- |
| 1974 |                  |                     |                  |
| 1975 |                  |                     |                  |
| 1976 |                  |                     |                  |
| 1977 |                  |                     |                  |
| 1978 | opgave           |                     |                  |
| 1979 |                  | 45e (1)             |                  |
| 1980 |                  | 60e                 |                  |
| 1981 |                  | 84e                 |                  |
| 1982 |                  | opgave              |                  |
| 1983 | 123e             |                     |                  |
| 1984 |                  |                     |                  |
| 1985 |                  |                     |                  |

| Jaar | Milaan-San Remo | Gent-Wevelgem | Ronde van Vlaanderen | Parijs-Roubaix | Amstel Gold Race | Luik-Bast.‑Luik | Ronde van Lombardije | Parijs-Brussel | Parijs-Tours | Brabantse Pijl |  | Wereldranglijsten |
| ---- | --------------- | ------------- | -------------------- | -------------- | ---------------- | --------------- | -------------------- | -------------- | ------------ | -------------- |  | ----------------- |
| 1974 |                 | 53e           |                      |                |                  |                 |                      |                |              |                |  |                   |
| 1975 |                 |               |                      |                |                  |                 | 10e                  | 6e             | 26e          |                |  | 48e (SPP)         |
| 1976 | 27e             |               |                      | 24e            |                  |                 |                      |                | 61e          | 10e            |  |                   |
| 1977 | 20e             | 11e           |                      |                | 17e              |                 |                      | 10e            | 21e          |                |  |                   |
| 1978 |                 |               | 4e                   | 26e            |                  | 14e             |                      | 4e             | ↑            |                |  | 19e (SPP)         |
| 1979 | 83e             | 20e           |                      |                |                  |                 |                      |                | 106e         |                |  |                   |
| 1980 |                 |               | 43e                  |                |                  |                 |                      | 37e            | 9e           |                |  |                   |
| 1981 |                 | 10e           | 13e                  |                |                  |                 |                      | 5e             |              |                |  | 27e (SPP)         |
| 1982 | 50e             |               |                      | 24e            |                  |                 |                      |                |              | 5e             |  |                   |
| 1983 |                 |               |                      |                |                  |                 |                      |                |              |                |  |                   |
| 1984 |                 | 79e           |                      |                |                  |                 |                      |                |              | 10e            |  |                   |
| 1985 |                 | 28e           |                      |                |                  |                 |                      |                |              |                |  |                   |